# Le Quotidien du pharmacien
 (septembre 2023).
Le Quotidien du pharmacien est un média de la presse professionnelle pharmaceutique française.
Il propose chaque jour une édition numérique quotidienne apportant l’information de la journée. Chaque jeudi, un journal est adressé aux abonnés.
Le journal est édité par le Groupe Profession Santé, racheté en avril 2016 par la Mutuelle Nationale des Hospitaliers (MNH). Depuis novembre 2018, MNH Group est devenu nehs (Nouvelle Entreprise Humaine en Santé).

## Historique
- 9 janvier 1985 : création du journal[1] qui fait partie du Groupe Quotidien présidé par Philippe Tesson[2].
- 1999 : Le Quotidien du pharmacien lance la première version de son site internet.
- 2022 : Le Quotidien du pharmacien propose une édition quotidienne numérique [3].

## Publications

### Le Quotidien du pharmacien(journal)
Le journal papier est diffusé, chaque jeudi, en 30 000 exemplaires.